# Brachedra temnochilus
Brachedra temnochilus är en stekelart som beskrevs av Henry Keith Townes, Jr. 1970. Brachedra temnochilus ingår i släktet Brachedra och familjen brokparasitsteklar. Inga underarter finns listade.